# Länsväg 229
Länsväg 229 går mellan Örby och Bollmora i Stockholms län. Den är 13 km lång.
Den börjar som Örbyleden i korsningen med Länsväg 226 (Huddingevägen). Den fortsätter sedan i plankorsningar med Skönsmovägen, Bastuhagsvägen/Skebokvarnsvägen, Grycksbovägen, Målkurvan/Stallarholmsvägen, Fagersjövägen, Lingvägen och Söndagsvägen. Den korsar Nynäsvägen planskilt vid Gubbängsmotet och byter där namn till Tyresövägen.
Strax öster om trafikplats Skarpnäck blir vägen motorväg. Den fortsätter förbi trafikplats Älta där länsväg 260 ansluter fram till trafikplats Skrubba. Länsväg 229 fortsätter på en avfartsramp mot Bollmora vid Skrubba. En sista trafikplats finns vid Willys i Bollmora innan 229:an tar slut vid plankorsningen med Bäverbäcksvägen/Bollmoravägen. Tyresövägen fortsätter och övergår sedan i Breviksvägen. Motorvägen invigdes 1969.
Vägen är skyltad 50 km/h mellan Huddingevägen och Skönsmovägen, 70 km/h mellan Skönsmovägen och Fagersjövägen, 50 km/h mellan Fagersjövägen och Gubbängsmotet, 70 km/h mellan Gubbängsmotet och trafikplats Skarpnäck och sedan 90 km/h hela motorvägens sträckning. Vägen har separerade körbanor hela sin sträckning med undantag av 700 meter mellan Lingvägen och Söndagsvägen i Hökarängen.
|----
|          | Nr | Namn                                     | Skyltning                             |
| -------- | -- | ---------------------------------------- | ------------------------------------- |
|          |    | Korsning Huddingevägen                   | 226, Stockholm, Huddinge, Årsta, Örby |
|          |    | Korsning Skönsmovägen                    | Stureby                               |
|          |    | Korsning Bastuhagsvägen/Skebokvarnsvägen | Stureby, Bandhagen                    |
|          |    | Korsning Trollesundsvägen/Grycksbovägen  | Svedmyra, Bandhagen, Högdalen         |
|          |    | Korsning Målkurvan/Stallarholmsvägen     | Högdalen ind omr, Gubbängens IP       |
|          |    | Korsning Fagersjövägen                   | Fagersjö, Hökarängen                  |
|          |    | Korsning Lingvägen                       | Gubbängen, Tallkrogen, Hökarängen     |
|          |    | Korsning Söndagsvägen                    | Lokalgata, skyltning saknas           |
|          |    | Trafikplats Gubbängen                    | 73, Stockholm, Nynäshamn, Sköndal     |
|          | Nr | Namn                                     | Skyltning                             |
| Motorväg |    |                                          |                                       |
|          |    | Trafikplats Skarpnäck                    | Skarpnäck, Orhem, Sköndal             |
|          |    | Trafikplats Älta                         | Älta, Nacka, Flaten                   |
|          |    | Trafikplats Skrubba                      | 260, Haninge                          |
|          |    | Trafikplats Bollmora                     | Bollmora                              |